# Moritz Wagner
Moritz Wagner (født 3. oktober 1813 i Bayreuth, død 31. maj 1887 i München) var en tysk rejsende og geograf, bror till Rudolf Wagner.
Wagner berejste 1836—38 Algier, 1842—45 Kaukasus, Armenien, Kurdistan og Persien; hans senere rejser gjaldt især Amerika, således 1852—55 største delen af Nord- og Mellemamerika samt Vestindien, 1857—60 Sydamerikas cordillerer fra Panama til Ecuador. Ved sin hjemkomst blev han professor i geografi og etnografi i München.
Blandt Wagners skrifter kan fremhæves: Reisen in der Regentschaft Algier (Leipzig 1841), Der Kaukasus und das Land der Kosaken (1847), Reise nach dem Ararat und dem Hochlande Armeniens (Stuttgart 1848), Reise nach Persien und dem Lande der Kurden (Leipzig 1851), Naturwissenschaftliche Reisen im tropischen Amerika (Stuttgart 1870) samt flere værker over
Darwinske teorier.